# Fenildicloroarsina
Fenildicloroarsina, ou PD, é um composto organoarsênico formulado em (C6H5)AsCl2. 